# Namjoo
Kim Nam Joo (en hangul, 김남주; Seocho-gu, Seúl, 15 de abril de 1995), conocida por su nombre monónimo Namjoo (en hangul, 남주), es una cantante y actriz surcoreana. Kim es miembro del grupo femenino A Pink.

## Carrera

### Predebut
Antes de debutar en A Pink, Namjoo apareció en un comercial de televisión en 2007 a la edad de doce años.

### 2011: A Pink
Kim se unió a Cube Entertainment cuando hizo una audición y fue una de las últimas miembros en presentarse antes del debut.  Ella debutó con A Pink en M! Countdown de Mnet, interpretando las canciones «I Don't Know» y «Wishlist» las cuales estuvieron incluidas en el primer miniálbum del grupo titulado Seven Springs of Apink. Es también una de los dos miembros de la subunidad PINK BnN del grupo junto con su compañera Bomi.

### 2015–presente: Debut actoral y programas de variedades
En septiembre de 2015, ella fue miembro del elenco del drama web Investigator Alice, el cual se transmitió en Naver TV Cast. Ella interpretó a la detective Chun Yeon Joo.
En marzo de 2015, ella se unió a Tutoring Across Generations de MBC, reemplazando a Lee Taemin, pero el programa fue cancelado debido a las bajas audiencias en el episodio veintiuno. Kim junto con Bomi, aparecieron en el programa Sugar Man como PINK BnN el 20 de octubre de 2015. En 2016, Namjoo y Bomi, fueron las nuevas MC de Shikshin Road 2. El 27 de diciembre, fue revelado en King of The Mask Singer, que Kim era quien se ocultaba detrás de la máscara bajo el nombre de «Good Daughter Shim Cheong».

## Otros trabajos
Kim junto con su compañera Eunji y Jang Hyun Seung, exmiembro de Beast, publicaron el sencillo «A Year Ago» del proyecto A Cube For Season #White el 3 de enero de 2013 para conmemorar el éxito de sus respectivos grupos.
En 2014, ella interpretó «Seoul Lonely» con el trío de hip-hop Phantom en varios programas musicales.
El 2 de junio de 2015, ella publicó un dueto con Yook Sung Jae de BtoB, titulado «Potograph», como parte del proyecto A Cube For Season #Blue Season 2.

## Vida personal
Kim asistió a la Escuela de Artes Escénicas de Seúl junto con sus compañeras Naeun, Hayoung y la antigua miembro de A Pink. Ella se graduó en febrero de 2014. En 2015, Namjoo fue aceptada en el departamento de Artes Esénicas de la Universidad Sungkyunhwan.
Es buena amiga de las actrices surcoreanas Moon Ga-young y Yang Hye-ji.

## Discografía

### Apink BnN
| Título       | Año  | Mejores posiciones | Mejores posiciones  | Ventas          | Álbum    |
| Título       | Año  | Gaon Chart         | Korea K-Pop Hot 100 | Ventas          | Álbum    |
| ------------ | ---- | ------------------ | ------------------- | --------------- | -------- |
| «My Darling» | 2014 | 22                 | 17                  | - COR: 100 271+ | Pink Luv |

## Filmografía

### Drama
| Año       | Título             | Papel         | Cadena       | Notas           | Ref    |
| --------- | ------------------ | ------------- | ------------ | --------------- | ------ |
| 2015–2016 | Investigator Alice | Chun Yeon Joo | Naver TVCast | Papel principal | [ 20 ] |

### Programas de variedades
| Año        | Título                      | Canal       | Nota | Ref           |
| ---------- | --------------------------- | ----------- | --- | ------------- |
| 2011       | Apink News                  | TrendE      | ─ | [ 21 ]        |
| 2011       | Apink News 2                | TrendE      | ─ | [ 21 ]        |
| 2011       | Birth of a Family           | KBS2        | ─ | [ 22 ]        |
| 2012       | Apink News 3                | TrendE      | ─ | [ 21 ]        |
| 2012       | Weekly Idol                 | MBC Every 1 | Episodio 44                                                                                                | [ 23 ]        |
| 2013       | Weekly Idol                 | MBC Every 1 | Episodio 104                                                                                               | [ 24 ]        |
| 2014       | Weekly Idol                 | MBC Every 1 | Episodios 142 & 175                                                                                        | [ 25 ] [ 26 ] |
| 2014       | Apink's Showtime            | MBC Every 1 | ─ | [ 27 ]        |
| 2014       | Hello Counselor             | KBS         | Con Eunji                                                                                                  | [ 28 ]        |
| 2015       | Tutoring Across Generations | MBC         | ─ | [ 27 ]        |
| 2015       | Weekly Idol                 | MBC Every 1 | Episodios 192 & 193 (Especial de Weekly Idol en Saipán por el decimocuarto aniversario de MBC Media Plus). | [ 29 ]        |
| 2015       | Sugar Man                   | JTBC        | Con Bomi                                                                                                   | [ 30 ]        |
| 2015       | King of Mask Singer         | MBC         | Episodio 39; Concursante bajo el seudónimo «Good Daughter Singer Simcheong»                                | [ 31 ]        |
| 2015       | Weekly Idol                 | MBC Every 1 | Episodio 208                                                                                               | [ 32 ]        |
| 2016       | Weekly Idol                 | MBC Every 1 | Episodio 271                                                                                               | [ 33 ]        |
| 2016       | Apink Extreme Adventure     | V-live      | ─ | [ 34 ]        |
| 2016       | Star Show 360               | MBC Every 1 | Con Apink                                                                                                  | [ 35 ]        |
| 2014, 2016 | Hello Counselor             | KBS2        | Invitada, Ep. 2014, 2016                                                                                   | -             |
| 2018       | Law of the Jungle in Sabah  | SBS         | Miembro, Ep. 325-329                                                                                       |               |
| 2020       | Running Man                 | SBS         | ep. #529 (invitada) - junto a Yoon Bo-mi                                                                   | [ 36 ] [ 37 ] |